# إستر شخوب
إستر شخوب (بالهولندية: Esther Schop) مواليد 22 يناير 1990 في ألكمار، هي لاعبة كرة يد هولندية تلعب كمحور. مثلت منتخب هولندا لكرة اليد للسيدات.

## سجل المنافسة
شاركت في البطولات التالية:
- بطولة أوروبا لكرة اليد للسيدات 2014

## روابط خارجية
- إستر شخوب على موقع الاتحاد الأوروبي لكرة اليد (الإنجليزية)